# Castelo de Jedburgo

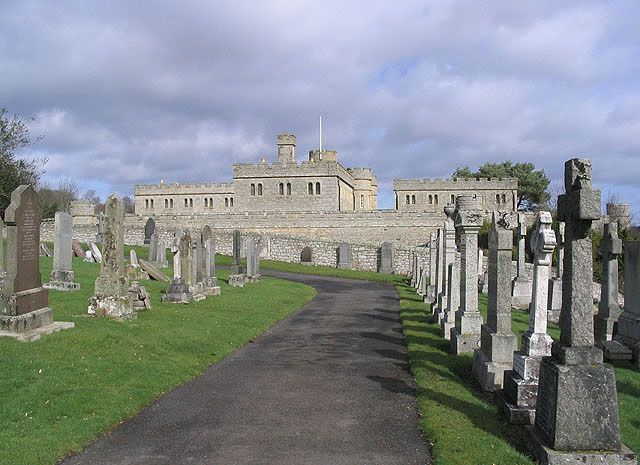
Castelo de Jedburgo, Escócia.

Jedburgo (em inglês:  Jedburgh Castle) é um castelo localizado em Jedburgo, Scottish Borders, Escócia.

## História
O castelo foi demolido pelos escoceses em 1409 para impedir que os ingleses o usassem durante os confrontos entre os dois povos.
Em 1823 foi construído com a finalidade de prisão pelo arquiteto Archibald Elliot. Em 1847 a prisão sofreu alterações em linha com o que tinha sido estabelecido pela Prison Acts de 1839 que estipulava o uso de celas separadas. A estrutura fechou em 1886 e foi vendido ao burgh em 1890, tendo sido aberto ao público em 1964.
Encontra-se classificado na categoria "A" do "listed building" desde 16 de março de 1971.